# Élamite cunéiforme
L'élamite cunéiforme est une écriture cunéiforme, à la fois logographique et phonétique (à la manière d'un rébus), adaptée pour transcrire la langue élamite en Élam (sud-ouest de l'Iran actuel) entre 2200 av. J.-C. et 400 av. J.-C.
Le corpus complet des inscriptions en élamite cunéiforme se compose d'environ 20 000 tablettes et fragments, la majorité datant de l'époque achéménide et contiennent principalement des informations de nature comptable et administrative.
L'écriture est importante car elle figure sur l'inscription trilingue de Behistun en Iran, ce qui a permis de la déchiffrer à partir des inscriptions en vieux-persan et en akkadien. 
Le déchiffrement de l'élamite cunéiforme a plus tard permis de déchiffrer l'autre écriture ayant été utilisée pour transcrire la langue élamite : l'élamite linéaire.